# 파동역학
파동역학(波動力學, wave mechanics)은 전자와 같은 물질입자의 운동상태를 기술하기 위한 양자역학의 한 분야이다. 편미분방정식을 이용한다.

## 같이 보기
- 슈뢰딩거
- 슈뢰딩거 방정식